# Taraneh Alidoosti
Taraneh Alidoosti (persa: ترانه علیدوستی)  (Teheran, 12 de gener de 1984) és una actriu iraniana. És especialment coneguda per les seves múltiples col·laboracions amb el cineasta Asghar Farhadi. És una de les actrius més aclamades de l'Iran, on ha guanyat nombrosos premis i reconeixements, com ara un Simurgh de cristall, un Premi Celebració de Cinema de l'Iran i un premi de l'Associació de Crítics i Escriptors de Cinema de l'Iran, alhora que és controvertida per les seves postures.
És més coneguda internacionalment pel seu paper a Forušande (فروشنده ; El venedor) (2016), que va guanyar el premi a la millor pel·lícula en llengua estrangera als 89è Premis de l'Acadèmia. També és coneguda per protagonitzar Shahr-e Ziba (شهر زیبا ; Bonica ciutat) (2003), Čahāršanbe Sūrī (چهارشنبه سوری ;Dimecres de focs artificials) (2006), Dar bāre-ye Elly (درباره الی ; Sobre Ely) (2009), Shahrzad (شهرزاد) (2015-2018).

## Carrera professional
Ella va començar la seva carrera d'actriu als 17 anys amb el paper principal a Man, taraneh, panzdah sal daram (من ترانه ۱۵ سال دارم, Fa 15 anys que tinc una cançó) (Rasul Sadr Ameli, 2002). Els crítics van lloar la seva actuació com una noia de 15 anys que després d'una relació fallida està decidida a criar un fill per si mateixa, mentre lluita amb la pobresa i la desaprovació. Va guanyar el Lleopard de Bronze a la Millor Actriu del Festival Internacional de Cinema de Locarno el 2002, així com el Simurgh de cristall a la Millor Actriu del 20è Festival de Cinema Fajr, convertint-se en la persona més jove a fer-ho. Poc després va establir un altre rècord, sent nominada tres vegades consecutives al premi a la millor actriu al Festival Internacional de Cinema de Fajr per les seves tres primeres pel·lícules. Des de llavors ha mantingut un flux de treball constant però selectiu tant al teatre com al cinema.
Taraneh Alidoosti és coneguda sobretot pels seus criteris exigents a l'hora d'acceptar papers dramàtics, com ho demostra la seva llarga col·laboració amb el guanyador de l'Oscar Asghar Farhadi, convertint-la en una de les actrius més aclamades de la seva generació. Una actriu destacada a l'Iran, ha obtingut molts premis i reconeixements.
Alidoosti va interpretar el paper principal durant les tres temporades de l'exitosa sèrie iraniana de vídeo a la carta Shahrzad.
Alidoosti parla alemany i anglès amb fluïdesa, i ha traduït llibres d'Alice Munro i Nicole Krauss de l'anglès al persa.

## Controvèrsies

### Feminisme
El 2016, Taraneh Alidoosti es va trobar al centre d'una polèmica a les xarxes socials després que les càmeres mostressin un tatuatge de poder femení a l'avantbraç a través d'una màniga que s'havia relliscat cap amunt durant una conferència de premsa a Teheran. Això va provocar una polèmica a la República Islàmica de l'Iran, que la va acusar de feminista. Finalment, Alidoosti va confirmar això a Twitter «Keep calm and YES I'm a feminist» (Mantingueu la calma, i SÍ, sóc feminista), i va afegir: «Una feminista és una persona que creu en la igualtat social, política i econòmica dels sexes», la qual cosa li fa guanyar amenaces de presó si persistia.

Emblema del poder femení

Feia temps que havia fet gala de la seva posició criticant una campanya de correu brossa que deia que les aspiradores eren només per a dones; ella deia: «Els que pensen que una aspiradora està pensada només per a dones... insulten no només les dones sinó tots els homes... que no les consideren com les seves serventes».

### Boicot als Premis de l'Acadèmia
En protesta contra la política aïllacionista de la nova administració estatunidenca sota Donald Trump (contra les properes restriccions estrictes del visat de viatge (Ordre Executiva 13769) que l'administració Trump tenia previst imposar als iranians), Taraneh Alidoosti no va acudir als 89a edició dels Premis de l'Acadèmia, on Forušande havia estat nominada a la millor pel·lícula en llengua estrangera. Va piular: «L'anunci de visat de Trump és racista. Independentment de si es tracta d'un esdeveniment cultural, no vindré als Premis de l'Acadèmia 2017 com a protesta».
Trump havia imposat anteriorment una prohibició temporal d'admissió de refugiats i una prohibició temporal d'entrada per als ciutadans iranians (juntament amb els de Síria, Iraq, Sudan, Líbia, Somàlia i el Iemen).

### Oposició al règim islamista a l'Iran
El gener de 2020, va ser citada per la fiscalia del Ministeri de Cultura i Mitjans de Comunicació per haver difós un vídeo on es mostrava membres de la policia de la moral atacant una dona que no portava el hijab. Va ser acusada «d'activitats de propaganda contra l'estat» i va ser posada en llibertat sota fiança. Al juny va ser condemnada a cinc mesos de presó per aquests fets, amb dos anys de suspensió. Alidoosti va considerar la sentència com un acte d'intimidació del règim iranià, que havia criticat a principis d'any en una publicació d'Instagram, dient-li gairebé sis milions de seguidors: «No som ciutadans, sinó captius».
El 9 de novembre de 2022, com a part de les protestes a l'Iran després de la mort de Mahsa Amini, va publicar una foto a les xarxes socials on apareixia sense vel i sostenint un cartell on hi havia escrit en kurd «Dona. Vida. Llibertat», en suport de les protestes. Es compromet a quedar-se al seu país malgrat el risc de «pagar el preu» per defensar els seus drets. Anuncia la seva intenció de deixar de treballar per donar suport a les famílies dels assassinats o detinguts durant la repressió.
El 17 de desembre de 2022, les autoritats iranianes van arrestar Alidoosti acusada de difondre falsedats sobre les protestes després de la mort de Mahsa Amini. Segons els mitjans estatals, Alidoosti va ser detinguda perquè no va aportar «cap document d'acord amb les seves afirmacions».

## Vida personal
El seu pare, Hamid Alidoosti, va jugar durant molt de temps a futbol amb la selecció iraniana, i va ser el primer iranià que va jugar amb un equip estranger (FSV Salmrohr, 2. Bundesliga lemanya). Després es va convertir en entrenador de futbol professional.
La mare d'Alidoosti, Nadere Hakimelahi, és escultora i tutora d'art.
Taraneh es va casar i el 2013 té una filla. El seu únic germà va morir jove, en un accident el Čahāršanbe suri (چهارشنبه‌سوری, una festivitat d'Any Nou iranià).

## Filmografia

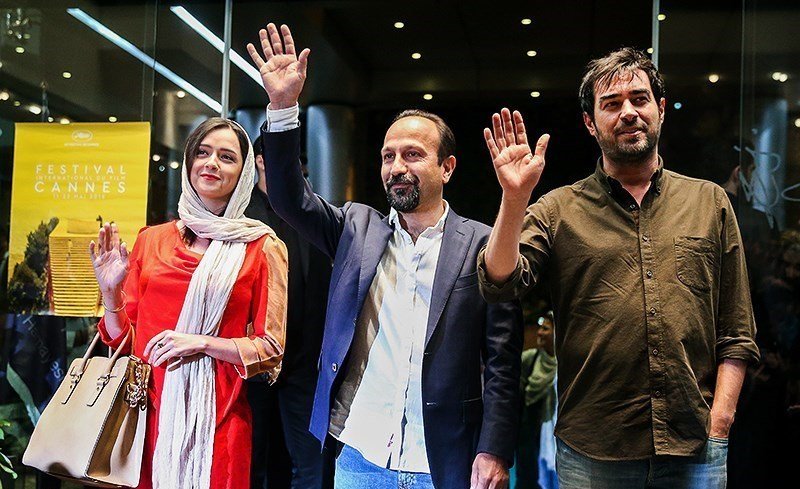
Alidoosti amb Asghar Farhadi i Shahab Hosseini a la conferència de premsa de la pel·lícula Forušande (maig de 2016)

### Pel·lícules
| Any  | Títol                                                                                 | Peper                     | Director            | Notes |
| ---- | ------------------------------------------------------------------------------------- | ------------------------- | ------------------- | --- |
| 2002 | Man, taraneh, panzdah sal daram (من ترانه ۱۵ سال دارم, Fa 15 anys que tinc una cançó) | Taraneh Parnian           | Rasoul Sadrameli    | Seleccionada com a proposta iraniana per la millor pel·lícula en llengua estrangera als 75è Premis de l'Acadèmia |
| 2003 | Shahr-e Ziba (شهر زیبا ; Bonica ciutat)                                               | Firoozeh                  | Asghar Farhadi      | |
| 2005 | Jamshid i Khorshid                                                                    | Khorshid (veu)            | Behrouz Yaghmaian   | |
| 2006 | Čahāršanbe Sūrī (چهارشنبه سوری ;Dimecres de focs artificials)                         | Rouhi                     | Asghar Farhadi      | |
| 2007 | Canaan                                                                                | Mina                      | Mani Haghighi       | |
| 2008 | Shirin (شیرین)                                                                        | Una dona en una audiència | Abbas Kiarostami    | |
| 2009 | Dar bāre-ye Elly (درباره الی ; Sobre Ely)                                             | Elly                      | Asghar Farhadi      | Seleccionada com a proposta iraniana per la millor pel·lícula en llengua estrangera als 82è Premis de l'Acadèmia |
| 2009 | El secret de Taran Plain                                                              | una infermera             | Hatef Alimardani    | |
| 2009 | Tardid (تردید ; Dubte)                                                                | Mahtab                    | Varuzh Karim-Masihi | |
| 2010 | El que Déu vulgui                                                                     | Parmida                   | Navid Mihandoost    | |
| 2010 | La vida amb els ulls tancats                                                          | Parastoo                  | Rasul Sadrameli     | |
| 2011 | Al final del carrer 8                                                                 | Niloofar                  | Alireza Amini       | |
| 2012 | Paziraie sadeh (پذیرایی ساده; Modesta recepció)                                       | Leila                     | Mani Haghighi       | |
| 2013 | El cel groc poc profund                                                               | Ghazal                    | Bahram Tavakoli     | |
| 2014 | El Casament                                                                           | Sanaz                     | Rouhollah Hejazi    | |
| 2015 | Madare ghalb atomi (مادر قلب اتمی; Mare de cor atòmic)                                | Arineh                    | Ali Ahmadzadeh      | |
| 2015 | Repòs Absolut                                                                         | Samira                    | Abdolreza Kahani    | |
| 2016 | Forušande (فروشنده ; El venedor)                                                      | Rana                      | Asghar Farhadi      | Guanyadora del premi a la millor pel·lícula en llengua estrangera a la 89a edició dels premis de l'Acadèmia      |
| 2019 | Echo                                                                                  | Una dona                  | Mahin Sadri         | Curtmetratge |
| 2021 | Orca                                                                                  | Elham                     | Sahar Mosayebi      | |
| 2022 | Simfonia d'Hamid                                                                      | Herself                   | Jafar Sadeghi       | Pel·lícula documental                                                                                            |
| 2022 | Barâdarâne Leylâ (برادران لیلا; Els germans de Leila)                                 | Leila Jourablou           | Saeed Roustayi      | Seleccionada per competir per la Palma d'Or al Festival de Cannes 2022                                           |
| 2022 | Tafrigh (تفریق; Diferenciació)                                                        | Farzaneh                  | Mani Haghighi       | |

### Web
| Any       | Títol    | Peper            | Director     | Plataforma       |
| --------- | -------- | ---------------- | ------------ | ---------------- |
| 2015–2018 | Shahrzad | Shahrzad Sa'adat | Hassan Fathi | vídeo a la carta |

## Premis i nominacions
| Premi                                                  | Any  | Categoria                                    | Obra nominada                                                                         | Resultat         |
| ------------------------------------------------------ | ---- | -------------------------------------------- | ------------------------------------------------------------------------------------- | ---------------- |
| Premis Expansió                                        | 2021 | Millor actriu de la dècada (2010-2020)       | –                                                                                     | Guanyador        |
| Festival Cinefan de Cinema Àrab i Asiàtic              | 2012 | Millor actriu                                | Paziraie sadeh (پذیرایی ساده; Modesta recepció)                                       | Guanyador        |
| Festival de cinema Fajr                                | 2002 | Millor actriu en un paper protagonista       | Man, taraneh, panzdah sal daram (من ترانه ۱۵ سال دارم, Fa 15 anys que tinc una cançó) | Guanyador        |
| Festival de cinema Fajr                                | 2004 | Millor actriu en un paper protagonista       | Shahr-e Ziba (شهر زیبا ; Bonica ciutat)                                               | Nominat          |
| Festival de cinema Fajr                                | 2006 | Millor actriu secundària                     | Čahāršanbe Sūrī (چهارشنبه سوری ;Dimecres de focs artificials)                         | Diploma honorari |
| Festival de cinema Fajr                                | 2009 | Millor actriu en un paper protagonista       | Tardid (تردید ; Dubte)                                                                | Nominat          |
| Festival de cinema Fajr                                | 2012 | Millor actriu en un paper protagonista       | Paziraie sadeh (پذیرایی ساده; Modesta recepció)                                       | Nominat          |
| Festival de cinema Fajr                                | 2013 | Millor actriu en un paper protagonista       | El cel groc poc profund                                                               | Nominat          |
| Premis Hafez                                           | 2002 | Millor actriu - Pel·lícula                   | Man, taraneh, panzdah sal daram (من ترانه ۱۵ سال دارم, Fa 15 anys que tinc una cançó) | Nominat          |
| Premis Hafez                                           | 2004 | Millor actriu - Pel·lícula                   | Shahr-e Ziba (شهر زیبا ; Bonica ciutat)                                               | Nominat          |
| Premis Hafez                                           | 2010 | Millor actriu - Pel·lícula                   | Dar bāre-ye Elly (درباره الی ; Sobre Ely)                                             | Nominat          |
| Premis Hafez                                           | 2014 | Millor actriu - Pel·lícula                   | Paziraie sadeh (پذیرایی ساده; Modesta recepció)                                       | Nominat          |
| Premis Hafez                                           | 2015 | Millor actriu - Pel·lícula                   | Repòs Absolut                                                                         | Nominat          |
| Premis Hafez                                           | 2016 | Millor actriu - Sèrie de televisió dramàtica | Shahrzad                                                                              | Nominat          |
| Premis Hafez                                           | 2017 | Millor actriu - Pel·lícula                   | Forušande (فروشنده ; El venedor)                                                      | Nominat          |
| Premis Hafez                                           | 2018 | Millor actriu - Sèrie de televisió dramàtica | Shahrzad                                                                              | Nominat          |
| Celebració del cinema de l'Iran                        | 2003 | Millor actriu en un paper protagonista       | Shahr-e Ziba (شهر زیبا ; Bonica ciutat)                                               | Nominat          |
| Celebració del cinema de l'Iran                        | 2006 | Millor actriu secundària                     | Čahāršanbe Sūrī (چهارشنبه سوری ;Dimecres de focs artificials)                         | Guanyador        |
| Celebració del cinema de l'Iran                        | 2014 | Millor actriu en un paper protagonista       | La vida amb els ulls tancats                                                          | Nominat          |
| Celebració del cinema de l'Iran                        | 2015 | Millor actriu en un paper protagonista       | Repòs Absolut                                                                         | Nominat          |
| Celebració del cinema de l'Iran                        | 2017 | Millor actriu en un paper protagonista       | Forušande (فروشنده ; El venedor)                                                      | Nominat          |
| Associació de Crítics i Escriptors de Cinema de l'Iran | 2007 | Millor actriu en un paper protagonista       | Canaan                                                                                | Nominat          |
| Associació de Crítics i Escriptors de Cinema de l'Iran | 2009 | Millor actriu en un paper protagonista       | Tardid (تردید ; Dubte)                                                                | Nominat          |
| Associació de Crítics i Escriptors de Cinema de l'Iran | 2012 | Millor actriu en un paper protagonista       | Paziraie sadeh (پذیرایی ساده; Modesta recepció)                                       | Nominat          |
| Associació de Crítics i Escriptors de Cinema de l'Iran | 2013 | Millor actriu en un paper protagonista       | El cel groc poc profund                                                               | Nominat          |
| Associació de Crítics i Escriptors de Cinema de l'Iran | 2012 | Millor actriu secundària                     | El Casament                                                                           | Guanyador        |
| Festival Internacional de Cinema de Locarno            | 2002 | Millor actriu                                | Man, taraneh, panzdah sal daram (من ترانه ۱۵ سال دارم, Fa 15 anys que tinc una cançó) | Guanyador        |
| Festival Internacional de Cinema d'Àsia de Vesoul      | 2013 | Menció especial del Jurat Internacional      | Paziraie sadeh (پذیرایی ساده; Modesta recepció)                                       | Guanyador        |